# Ela Jambo
Ela Jambo est une école de langues proposant l'apprentissage de langues africaines.
Basée à Montréal (Québec), elle est créée par Guy-Serge Mayamba Luboya en septembre 2012. Ela est l'acronyme pour « École de langues africaines » et jambo signifie « bonjour » en swahili, langue la plus parlée en Afrique subsaharienne.

## Histoire
Ela Jambo est créée en septembre 2012 par Guy-Serge Mayamba Luboya. La création de cette école lui est venue à la suite de deux constats.
Lors d’une interview pour Radio Canada, il dit s’être rendu compte qu’il y avait beaucoup de jeunes Africains de deuxième génération qui, comme lui, ont grandi loin de leur pays et qui ne parlent pas leur langue. De plus, il a constaté que « les langues africaines, en tout cas au Québec, il n’y avait aucune école de langue où on pouvait les apprendre ».
En effet, originaire de République démocratique du Congo, ce n’est qu’en arrivant au Québec, à un très jeune âge, qu’il a su maîtriser le lingala, une des langues officielles du pays,,. «Je l’ai appris sur un terrain de basketball avec des gars qui parlaient le lingala.» dit-il.
Ainsi, en 2012 il prend la décision de créer son entreprise alors qu’il travaille pour une entreprise de télécommunications et qu’il suit des cours de marketing à temps partiel à HEC Montréal,. Il explique avoir été le « premier enseignant de l’école et qu’un collègue a été son premier étudiant ». Une fois par semaine, pendant deux heures, il lui inculque l’ABC du lingala avec quelques notions historiques.
À ses débuts, Ela Jambo existe sous la forme d’un numéro de téléphone et d’un compte Facebook. Petit à petit, l’intérêt pour d’autres langues s’est développé (notamment le swahili), de nouveaux professeurs sont arrivés nécessitant la location d’un local. Dans un premier temps, les cours se déroulaient à l'Université du Québec à Montréal. Maintenant, les locaux de l’école se trouvent dans le quartier du Vieux-Montréal.

### Impact de la pandémie de COVID-19
La pandémie de COVID-19 a affecté la dynamique de l’école puis ce sont ajoutées les directives gouvernementales appelant à fermer les entreprises non-essentielles. Par conséquent, les cours ont basculé en visioconférence.
Toutefois, cette période marque aussi le recrutement de Chérif Ligan au sein d'Ela Jambo. Depuis 2013, il travaillait déjà en tant que collaborateur prenant en charge les questions informatiques et la gestion du site web.